# Melanomya nana
Melanomya nana är en tvåvingeart som först beskrevs av Johann Wilhelm Meigen 1826.  Melanomya nana ingår i släktet Melanomya och familjen spyflugor. Arten är reproducerande i Sverige. Inga underarter finns listade i Catalogue of Life.